# ヴァンクアン駅
ヴァンクアン駅（ベトナム語：Ga Văn Quán / 𥩤文館?）はベトナムのハノイ市ハドン区に位置するハノイ都市鉄道の駅である。

## 利用可能な路線
ハノイ都市鉄道
2A号線

## 隣の駅
ハノイ都市鉄道
2A号線
フンコアン駅 - ヴァンクアン駅 - ハドン駅

## 画像

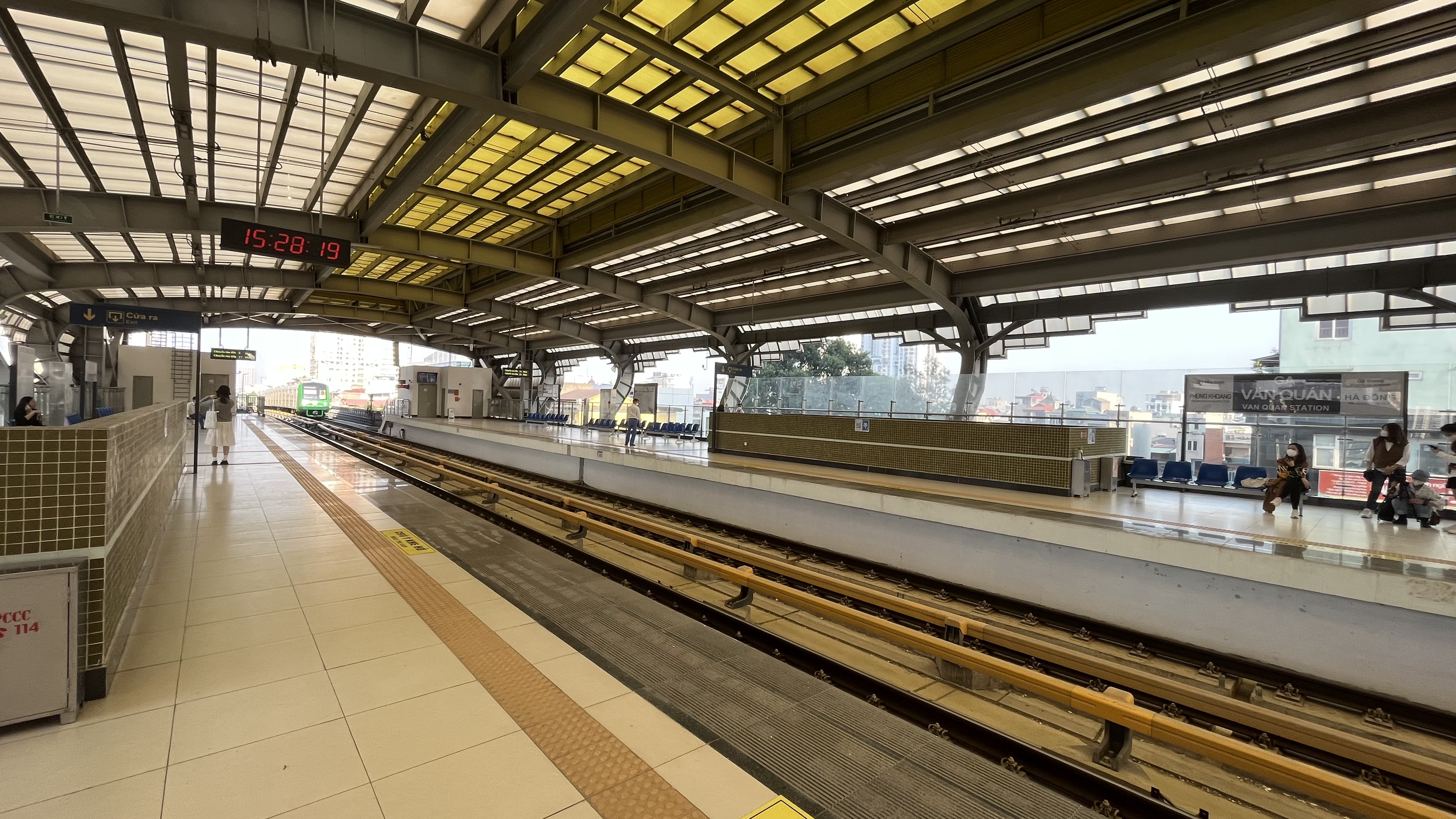
ヴァンクアン駅ホーム
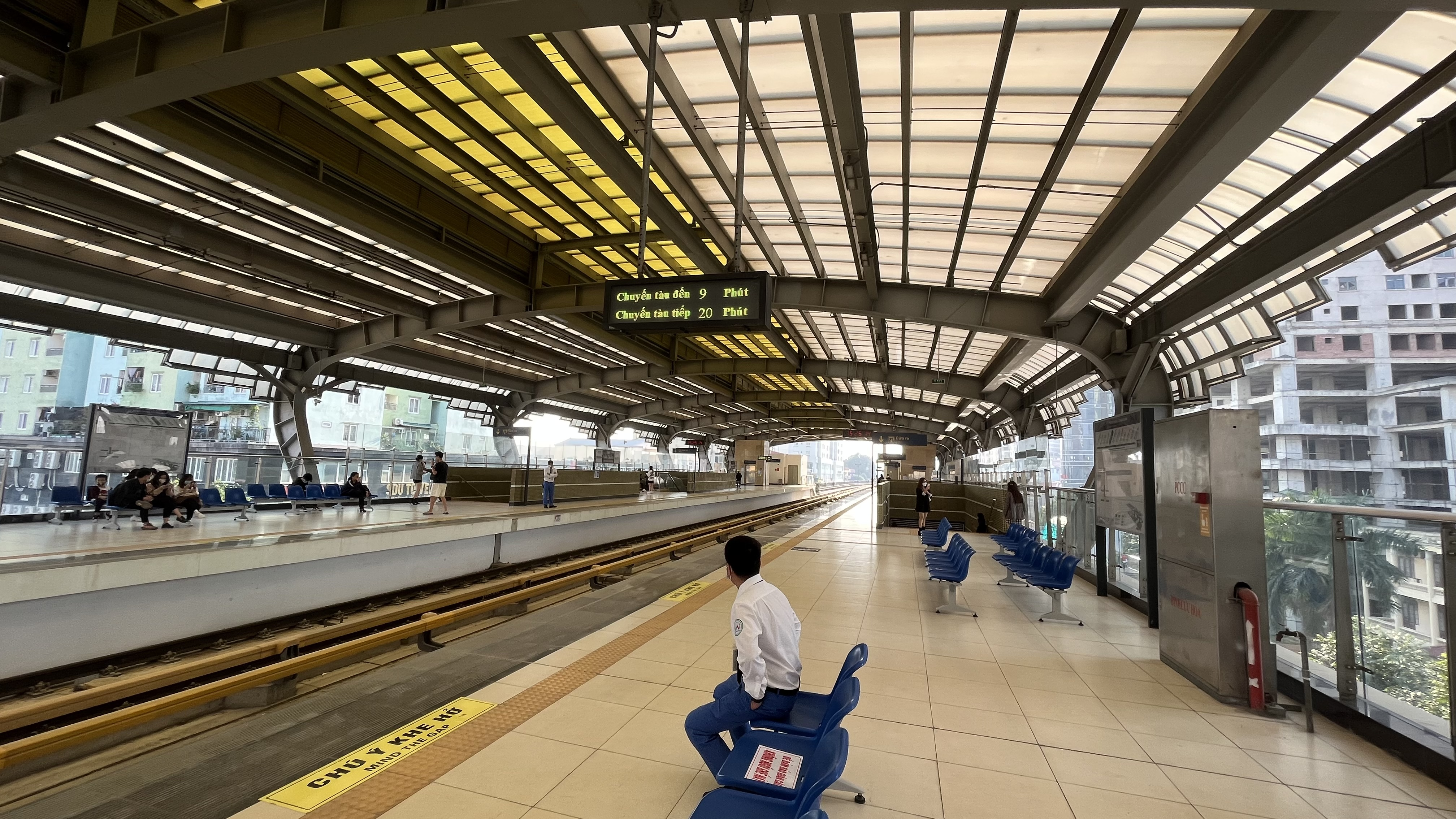
ヴァンクアン駅ホーム2